# Chiquitanos
 (avril 2024).
La mise en forme du texte ne suit pas les recommandations de Wikipédia : il faut le « wikifier ».
Les points d'amélioration suivants sont les cas les plus fréquents. Le détail des points à revoir est peut-être précisé sur la page de discussion.
- Les titres sont pré-formatés par le logiciel. Ils ne sont ni en capitales, ni en gras.
- Le texte ne doit pas être écrit en capitales (les noms de famille non plus), ni en gras, ni en italique, ni en « petit »…
- Le gras n'est utilisé que pour surligner le titre de l'article dans l'introduction, une seule fois.
- L'italique est rarement utilisé : mots en langue étrangère, titres d'œuvres, noms de bateaux, etc.
- Les citations ne sont pas en italique mais en corps de texte normal. Elles sont entourées par des guillemets français : « et ».
- Les listes à puces sont à éviter, des paragraphes rédigés étant largement préférés. Les tableaux sont à réserver à la présentation de données structurées (résultats, etc.).
- Les appels de note de bas de page (petits chiffres en exposant, introduits par l'outil «  Source ») sont à placer entre la fin de phrase et le point final[comme ça].
- Les liens internes (vers d'autres articles de Wikipédia) sont à choisir avec parcimonie. Créez des liens vers des articles approfondissant le sujet. Les termes génériques sans rapport avec le sujet sont à éviter, ainsi que les répétitions de liens vers un même terme.
- Les liens externes sont à placer uniquement dans une section « Liens externes », à la fin de l'article. Ces liens sont à choisir avec parcimonie suivant les règles définies. Si un lien sert de source à l'article, son insertion dans le texte est à faire par les notes de bas de page.
- La présentation des références doit suivre les conventions bibliographiques. Il est recommandé d'utiliser les modèles {{Ouvrage}}, {{Chapitre}}, {{Article}}, {{Lien web}} et/ou {{Bibliographie}}. Le mode d'édition visuel peut mettre en forme automatiquement les références.
- Insérer une infobox (cadre d'informations à droite) n'est pas obligatoire pour parachever la mise en page.

Pour une aide détaillée, merci de consulter Aide:Wikification.
Si vous pensez que ces points ont été résolus, vous pouvez retirer ce bandeau et améliorer la mise en forme d'un autre article.
Les Chiquitanos ou Chiquitos constituent un peuple autochtone de Bolivie, dont un petit nombre vit également au Brésil. Les Chiquitanos vivent principalement dans la savane tropicale de la Chiquitania, située dans le département oriental de Santa Cruz, en Bolivie. Un nombre plus restreint de Chiquitanos vit également dans le département du Beni et dans l'État de Mato Grosso, au Brésil.
Lors du recensement bolivien de 2012, les Chiquitanos auto-identifiés représentaient 1,45 % de la population bolivienne totale ou 145 653 personnes, le plus grand nombre de tous les groupes ethniques des basses-terres boliviennes. Une proportion relativement faible de Chiquitanos boliviens parle la langue chiquitano (ou besɨro). Beaucoup déclarent au recensement qu'ils ne parlent pas la langue et ne l'avaient pas apprise durant leur enfance. L'ethnicité chiquitana émerge parmi des populations socialement et linguistiquement diverses, tenues de parler une langue commune par les missions jésuites de Chiquitos.

## Nom
Le nom Chiquitos signifie « petits » en espagnol. On dit communément que cet ethnonyme a été choisi par les conquistadors espagnols, lorsqu'ils trouvèrent les petites portes des huttes indigènes de la région. Les Chiquitanos sont également connus sous le nom de Monkóx (au pluriel : Monkoka), Chiquitos ou Tarapecosi.

## Langue
Environ 40 000 à 60 000 Chiquitanos parlent la langue chiquitano en Bolivie, ce qui en fait la quatrième langue indigène la plus parlée dans le pays. La langue est soit considérée comme un isolat ou comme faisant partie des langues chiquitos appartenant possiblement à la famille des langues macro-jê. Les discours des hommes et des femmes diffèrent les uns des autres grammaticalement. La langue s'écrit en caractères latins. Plusieurs grammaires pour le chiquitano ont été publiées et quatre dialectes ont été identifiés : le manasi, le peñoqui, le piñoco et le tao.

## Histoire
Plusieurs groupes ethniques indigènes habitaient la Chiquitanía avant l'arrivée des Espagnols, qui a été marquée par la fondation en 1559 de Santa Cruz de la Sierra à un point éloigné à l'est de l'emplacement actuel de la ville. Le contact missionnaire a échoué au cours des neuf premières décennies des années 1600.
Les Chiquitos étaient en effet bien formés et puissants, de taille moyenne et de teint olivâtre. Il s'agit alors d'un peuple agricole, ayant présenté une vaillante résistance aux Espagnols pendant près de deux siècles. En 1691, cependant, ils accueillent les missionnaires jésuites et se civilisent rapidement. La langue chiquito est adoptée comme moyen de communication parmi les convertis, qui sont bientôt au nombre de 50 000, représentant près de cinquante tribus.
L'expérience formatrice de l'ethnie chiquitano est leur évangélisation commune et leur confinement dans des villes sous l'autorité de missionnaires jésuites après leur arrivée en 1692 à San Javier de los Piñocas (dans l'actuelle province de Ñuflo de Chávez) jusqu'à leur expulsion en 1767 des possessions coloniales espagnoles. Des missions gouvernaient des colonies connues sous le nom de réductions à San Javier de los Piñocas, Concepción, San Ignacio, Santa Ana, San Rafael, San José, San Juan, Santiago, Santo Corazón et San Miguel. Chaque ville de mission comptait entre un et trois mille habitants. Les Jésuites mettent l'accent sur la prière et le travail comme activités principales d'une vie digne. Ils promeuvent les établissements permanents, l'élevage de bétail et le tissage à tisser comme aspects de la vie économique. Les réductions promeuvent  également un modèle séculaire de travail des Chiquitanos au profit des étrangers. Pendant la période de la mission, les Chiquitanos sont également recrutés comme soldats dans les guerres coloniales espagnoles. L'anthropologue suédois Erland Nordenskiöld décrit l'héritage jésuite comme suit : « Les Jésuites ont protégé les Indiens des autres Blancs, mais les ont privés de leur liberté et les ont rendus si dépendants qu'après l'expulsion des missionnaires, ils ont été une proie facile pour les Blancs sans scrupules. En fait, ils ont ouvert la voie à l'extinction de nombreuses tribus indiennes ».

Après l'expulsion des Jésuites, certains Chiquitanos sont introduits dans des ranchs et des fermes appartenant à des mestizos, où ils servaient comme travailleurs non libres ; d'autres se retirent des villages et vivent dans de plus petits camps. La fièvre du caoutchouc à travers l'Amérique du Sud fait naître une nouvelle industrie dans la région entre 1880 et 1945, composée à nouveau d'ouvriers Chiquitanos. Le travail y est souvent forcé et les conditions extrêmement dures, entraînant des décès dus à des accidents de travail, à la malnutrition, à des maladies telles que le paludisme, le béribéri et le scorbut et à l'exploitation globale des Blancs. En tant que travailleurs du caoutchouc, les Chiquitanos connaissent le péonage pour dettes et le travail forcé, mais sont principalement loués par de riches mestizos dont ils dépendent. Les Chiquitanos ont également participé à la construction du chemin de fer Santa Cruz–Corumbá dans le cadre de cet arrangement. 

Drapeau de l'Organisation indigène chiquitana.

## Organisation politique
En Bolivie, le peuple Chiquitano est représenté par l'Organisation indigène Chiquitana (en espagnol : Organización Indígena Chiquitana ; OICH). L'OICH est dirigé par José Bailaba, qui occupe le poste de  cacique.
Au Brésil, les Chiquitanos tentent d'obtenir leur propre territoire indigène.